# Hệ màu Windows
Hệ màu Windows (WCS) là nền tảng cho việc quản lý màu lần đầu tiên có đi kèm trong Windows Vista nhắm tới việc đạt được độ bền màu xuyên suốt các phần mềm và phần cứng khác nhau, bao gồm máy quay phim, màn hình máy tính, máy in và máy quét ảnh. Các thiết bị chuyển đổi màu khác nhau có cùng sự khác nhau về màu, theo cấu hình phần mềm hoặc phần cứng. Điều này dẫn tới việc, chúng có thể phải được định rõ để chắc chắn việc phát sinh độ cân chỉnh màu cho nhiều thiết bị khác nhau. WCS nhắm tới việc tạo quá trình cân chỉnh màu tự động và rõ ràng, như là sự cải tiến của hồ sơ ICC.
Hệ màu Windows miêu tả Hạ tầng màu và cơ chế chuyển đổi (CITE) thuộc lõi của nó. Nó được sao lưu bởi có luồng quá trình màu hỗ trợ các bít sâu (bit-depth) hơn 32 bít mỗi pixel, các kênh màu đa sắc (hơn 3 kênh), các không gian màu thay thế và dãy màu chuyển động mức cao, dùng công nghệ tên là Kyuanos được phát triển bởi Canon. Việc xử lý màu theo đường ống cho phép các thiết bị phát triển thêm thuật toán tham chiếu gamut riêng vào các đường ống để hiệu chỉnh màu phản hồi của các thiết bị. Các đường ống mới cũng cho phép tính toán các điểm nổi để giảm thiểu các lỗi tròn, mà có được trong quá trình số nguyên. Khi đường ống màu kết thúc quá trình màu, cơ chế CITE sẽ áp dụng một sự chuyển đổi màu theo hồ sơ màu, đặc tả tới một thiết bị để chắc chắn rằng các màu ở thiết bị xuất khớp với mong đợi.